# NGC 2903
NGC 2903 is een balkspiraalstelsel in het sterrenbeeld Leeuw. Het hemelobject werd op 16 november 1784 ontdekt door de Duits-Britse astronoom William Herschel.

## Burnham 909
Vanaf de aarde gezien bevindt het sterrenstelsel NGC 2903 zich een derde van een graad ten zuiden van de dubbelster Burnham 909 (β 909). Amateurastronomen die op zoek zijn naar NGC 2903 kunnen de dubbelster β 909 aanwenden als gidsobject.

## Synoniemen
- UGC 5079
- MCG 4-23-9
- KARA 347
- ZWG 122.14
- PGC 27077